# Boțești (Argeș)
Pour les articles homonymes, voir Boțești.
Boțești est une commune du județ d'Argeș en Roumanie.